# Giunta Pisano

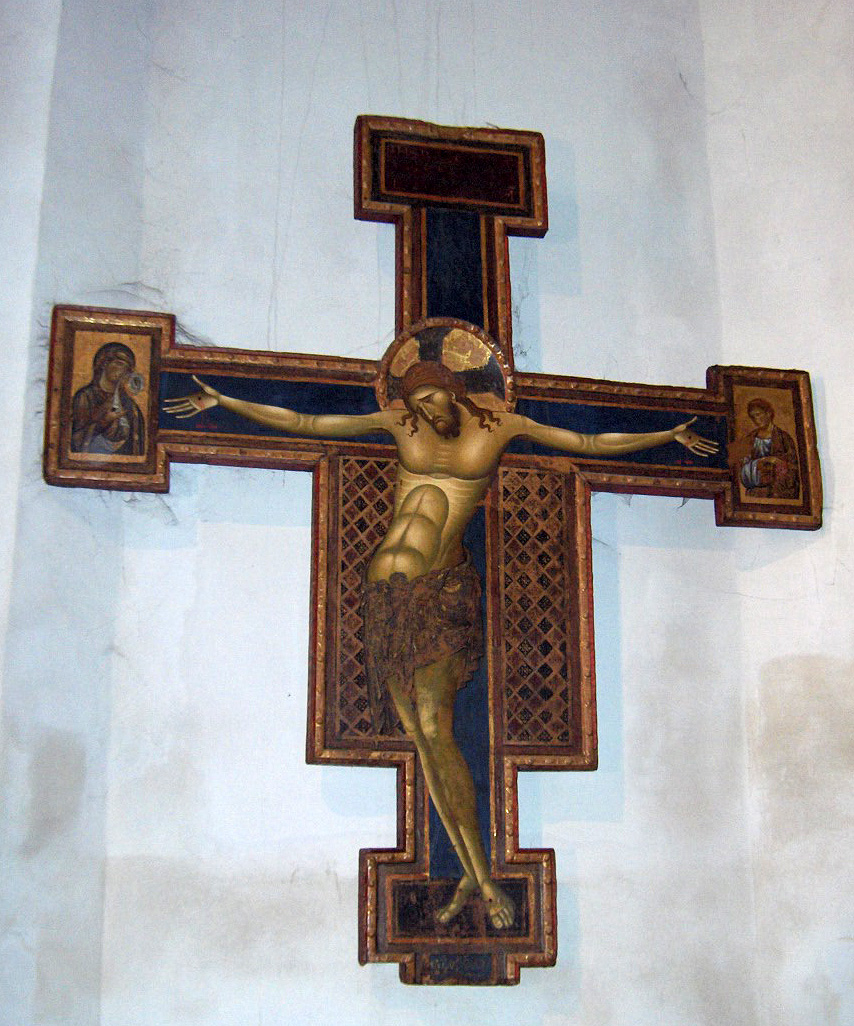
Crucifixo na Basílica de São Domenico, em Bolonha.

Giunta Pisano (ou Giunta da Pisa ou mesmo Giunta Capitini) foi um pintor italiano. É o pintor italiano mais antigo cujo nome aparece inscrito em uma obra de arte.
Trabalhou de 1202 a 1236. Pode ter estado em 1180 em Pisa e morreu talvez em 1236. Pintava em tecido colocado sobre madeira e preparado com emplastro. O trabalho mais antigo com uma inscrição sua é o Crucifixo na cozinha do convento de Santa Ana em Pisa.  Acredita-se que também tenha trabalhado na igreja superior de Assis. Os afrescos no local são em estilo bizantino, provavelmente executados com a ajuda de artistas gregos. 
Sua obra mais importante é o Crucifixo,  de 1250, na abside esquerda da Basílica de São Domenico, em Bolonha, com a inscrição em Latim: Cuius docta manus me pixit Junta Pisanus (pintado pela mão de Giunta Pisano). Essa representação influenciou muito Cimabue e seu próprio Crucifixo, na Basílica da Santa Cruz, em Florença. 